# Piotr Potworowski

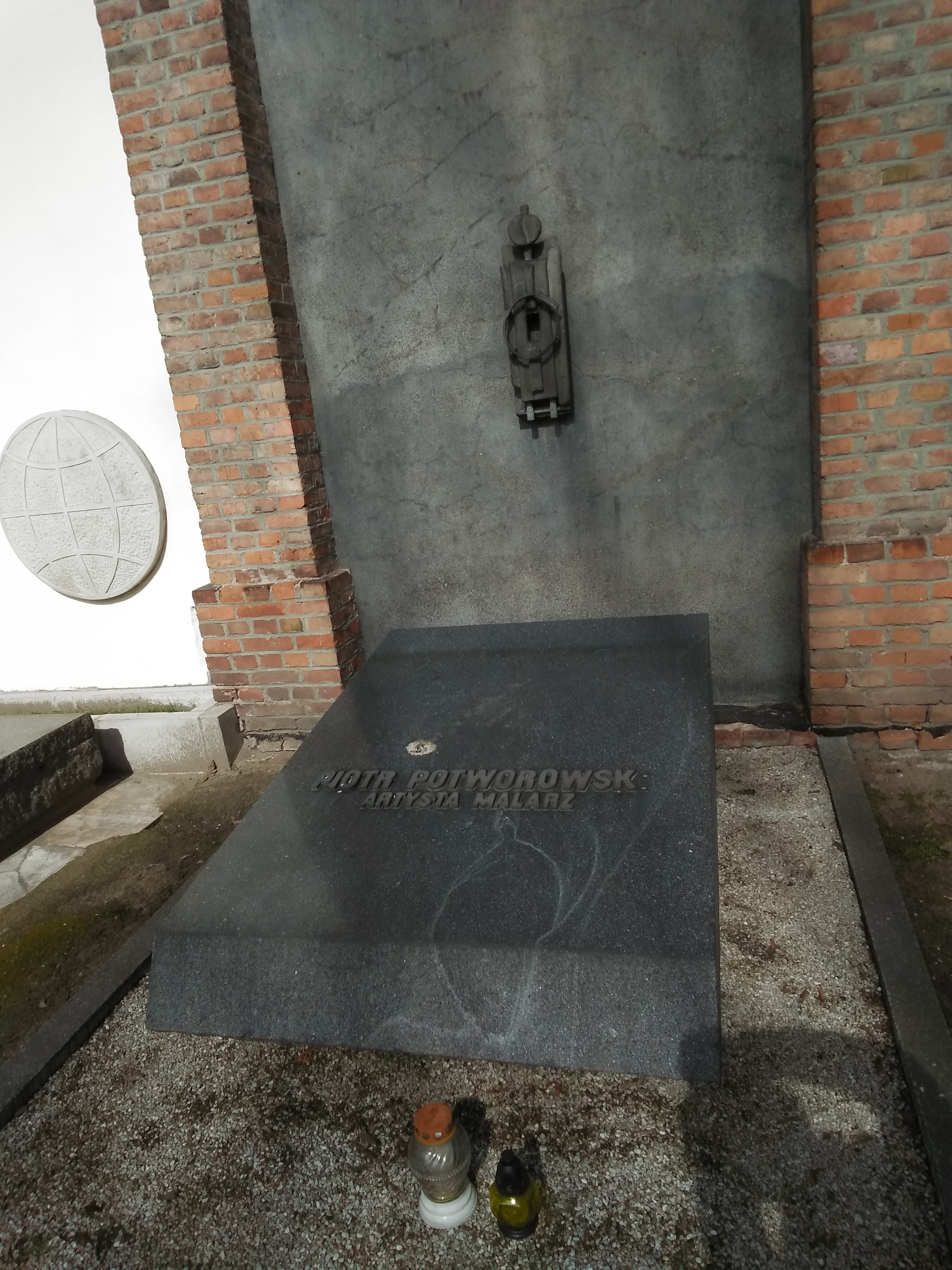
Grób Piotra Potworowskiego w alei zasłużonych cmentarza Powązkowskiego

Tadeusz Piotr Potworowski herbu Dębno (ur. 14 czerwca 1898 w Warszawie, zm. 24 kwietnia 1962 tamże) – polski malarz, scenograf, pedagog.

## Życiorys
Urodził się 14 czerwca 1898 w Warszawie w rodzinie Gustawa Seweryna herbu Dębno (1863-1935), inżyniera, dyrektora fabryki motorów Diesla, i Jadwigi z Wyganowskich (ur. 1873), która zginęła tragicznie w Zakopanem w 1913. Po śmierci matki ojciec wysłał go wraz z dwoma młodszymi braćmi rodziny na Kresy. Po ukończeniu gimnazjum wstąpił do 1 pułku ułanów i uczestniczył w bitwie pod Krechowcami. Po zakończeniu wojny rozpoczął studia architektury na Politechnice Warszawskiej, ale niebawem został ponownie zmobilizowany. W kampanii bolszewickiej został ranny pod Zamościem. Został przeniesiony do rezerwy i przydzielony w rezerwie do 1 pułku ułanów krechowieckich w Augustowie. 8 stycznia 1924 został zatwierdzony w stopniu podporucznika ze starszeństwem z 1 czerwca 1919 i 107. lokatą w korpusie oficerów rezerwy jazdy.
Zdemobilizowany zapisał się do szkoły Konrada Krzyżanowskiego, a po roku przeniósł się do krakowskiej ASP. Studiując malarstwo w pracowni Józefa Pankiewicza, związał się z „Komitetem Paryskim”. W 1924 razem z innymi członkami „Komitetu” wyjechał do Paryża.
Jego kontakty z kapistami wkrótce uległy osłabieniu. Potworowski wynajął osobną pracownię na Montparnasse, zapisał się do pracowni Fernanda Légera. Bliskie kontakty utrzymywał z Tadeuszem Makowskim i Tytusem Czyżewskim. Na organizowany przez kapistów słynny „Super Jazz Bal du Montparnasse” przygotował dekorację odtwarzającą dno morza. W 1928 poznał w Paryżu Magdalenę Mańkowską, studentkę antropologii. Wkrótce wzięli ślub, a w 1930 wrócili do Polski, gdzie urodził się ich syn Jan (ur. 1930). Zamieszkali w majątku żony w Rudkach pod Szamotułami. Pałac w Rudkach często gościł artystów, przyjaciół gospodarzy: Janusz Strzałecki, Hanna Rudzka-Cybisowa, Jan Cybis, Tytus Czyżewski, Wacław Taranczewski przebywali tutaj często miesiącami.
W 1931 odbyła się pierwsza wystawa kapistów w Warszawie, w Klubie Artystów w hotelu „Polonia”, oraz wystawa pod nazwą Nowa Generacja w Instytucie Propagandy Sztuki, gdzie Potworowski otrzymał nagrodę za obraz Trzy kobiety we wnętrzu. W 1932 w Poznaniu w Salonie Makowskiego zorganizowano indywidualną wystawę artysty.
W 1934, jako oficer rezerwy pozostawał w ewidencji Powiatowej Komendy Uzupełnień Warszawa Miasto III. Posiadał przydział do Oficerskiej Kadry Okręgowej Nr I. Był wówczas w grupie oficerów „przebywających stale zagranicą”.
Po podziale majątku Rudki, w roku 1935 Potworowscy przenieśli się do majątku Grębanin należącego do rodziny żony.
W 1937 artysta otrzymał srebrny medal na Międzynarodowej Wystawie Sztuki i Techniki w Paryżu, oraz nagrodę ministra spraw zagranicznych. Pierwszą dużą indywidualną wystawę miał Potworowski w 1938 w Instytucie Propagandy Sztuki w Warszawie, a później we Lwowie.
Po udziale w kampanii wrześniowej ukrywał się w wiosce nad Bugiem, a następnie przedostał się przez Kowno do Szwecji. Zamieszkał w Taxinge Näsby pod Sztokholmem. Pracował tam fizycznie, ale również malował i rzeźbił, a nawet wystawiał swoje prace. W sierpniu 1941 udało mu się sprowadzić żonę i dwójkę dzieci. Po dwóch latach Potworowscy przedostali się na Wyspy Brytyjskie. W Londynie był przez pewien czas prezesem Stowarzyszenia Polskich Artystów, publikował również w miesięczniku „Nowa Polska”. W 1946 odbyła się pierwsza duża wystawa w Redfern Gallery w Londynie. Od 1948 regularnie wystawiał w Gimpel Fils Gallery. W 1949 został profesorem Bath Academy of Art w Corsham. Został również członkiem postępowej London Group i prestiżowej Royal West of England Academy. W latach pięćdziesiątych artysta dużo podróżował. Odwiedził Hiszpanię, Włochy, Francję – ślady tych podróży widoczne są w jego twórczości.
W 1958 przyjechał do Polski. Pierwszą wystawę miał w poznańskim Muzeum Narodowym. Następne wystawy odbyły się w Krakowie, Sopocie, Warszawie, Wrocławiu i Szczecinie. Bardzo dobre przyjęcie jego twórczości przyczyniło się do podjęcia decyzji o pozostaniu w kraju. Artysta objął pracownie malarstwa w PWSSP w Poznaniu i Gdańsku. Na XXX Biennale Sztuki Współczesnej w Wenecji dostał nagrodę.
W styczniu 1962 odbyła się w Muzeum Narodowym w Poznaniu wystawa indywidualna prac Potworowskiego powstałych po powrocie do kraju. W marcu miał wystawę w Galerie La Cloche w Paryżu. Zmarł 24 kwietnia 1962 w Warszawie, spoczywa na cmentarzu Powązkowskim w alei zasłużonych (grób 115/116/117).

## Ordery i odznaczenia
- Krzyż Walecznych[5][13][14]

25 czerwca 1938 Komitet Krzyża i Medalu Niepodległości odrzucił wniosek o nadanie mu tego odznaczenia.

## Malarstwo
Z wszystkich członków Komitetu Paryskiego najwcześniej porzucił postimpresjonizm dla własnych poszukiwań. W swoich obrazach wprowadzał elementy geometrii, malarstwa materii, a nawet informelu. Obrazy Potworowskiego, wyróżniające się kompozycją, były zawsze budowane w oparciu o harmonię barw. Często eksperymentował, by uzyskać najsubtelniejsze rozwiązania kolorystyczne. Stosował również technikę collage i wzbogacał obrazy o elementy fakturowe.
- Przed lustrem, 1932, 97 × 63 cm, Muzeum Narodowe w Poznaniu
- Duet, 1949, Muzeum Górnośląskie w Bytomiu
- Podwórze wiejskie – farma 1947, 62 × 92 cm, Muzeum Sztuki w Łodzi
- Wnętrze lasu, Kornwalia, 1952,
- Siena, 1955, 60 × 45 cm, Muzeum Narodowe we Wrocławiu
- Zdarzenie, Kornwalia, 1956, 110 × 80 cm, Muzeum Narodowe w Poznaniu
- Schody, 1956, 102 × 11,5 cm, Muzeum Narodowe w Poznaniu
- Owalny pejzaż z Kornwalii 1957, 132 × 60 cm, Muzeum Narodowe w Krakowie
- Zachód słońca w Toskanii, 1957, 66 × 111 cm, Muzeum Narodowe w Poznaniu
- Krajobraz z Łagowa, 1958,76,5 × 154 cm, Muzeum Narodowe w Poznaniu
- Zachód słońca w Kazimierzu 1958/1959 76 × 89 cm, collage, Muzeum Narodowe w Warszawie
- Wisła w Kazimierzu, 1959,163 × 76 cm, olej, collage, dykta, Muzeum Narodowe w Warszawie
- Fragment Jeziora Łagowskiego, 1959/1960, 66,5 × 113,5 cm, olej, płótno, dykta, Muzeum Narodowe w Warszawie
- Brzeg Wisły, 1960, 50 × 94 cm, Muzeum Narodowe w Warszawie
- Port w Rewie, 1960, 135 × 200 cm, Muzeum Narodowe w Poznaniu
- Akt na piaskowym tle, 1961/1961, 179 × 200 cm, Muzeum Narodowe w Poznaniu

## Rzeźba
W swoich poszukiwaniach artystycznych Potworowski zajmował się również rzeźbą. Kilka rzeźb znajduje się w Muzeum Narodowym w Poznaniu. Są to kompozycje przestrzenne wykonane z bielonego drewna oraz wikliny.
- Maska na tle kosza, około 1960 roku, drewno, wiklina, 80 × 60 cm
- Kompozycja Wisła, koło 1960, drewno bielone, 120 cm.
- Sternik, 1961 rok, drewno bielone, wysokość 80 cm
- Kompozycja przestrzenna, drewno bielone, 85 cm

## Scenografia
Przed wojną projektował dekorację do Mistrza Pathelina w Teatrze Artystów „Cricot”. W historii scenografii zapisał się jednak dzięki współpracy z polskimi teatrami w ostatnich latach życia. Były to scenografie do sztuk:
- Wesele Stanisława Wyspiańskiego w Teatrze Polskim w Poznaniu, w reżyserii Tadeusza Byrskiego, 1959 rok
- Woyzeck Georga Büchnera w Teatrze Nowym w Poznaniu, w reżyserii Marka Okopińskiego, 1959 rok
- Faust Johanna Wolfganga Goethego w Teatrze Polskim w Poznaniu, w reżyserii Jerzego Grotowskiego, 1960 rok
- Pośredniczka matrymonialna Thornton Wilder Teatr Współczesny w Warszawie, w reżyserii Jerzego Kreczmara, 1959 rok
- Zawisza Czarny Juliusza Słowackiego w Teatrze Rozmaitości we Wrocławiu, w reżyserii Andrzeja Witkowskiego, 1961 rok
- Historia Fryzjera Vasco George’a Schehade w Teatrze Współczesnym w Warszawie, 1961 rok
- Dziady Adama.Mickiewicza w Teatrze w Katowicach, 1962 rok

## Upamiętnienie
- Patron Muzeum Ziemi Kępińskiej, gdzie prezentowane są niektóre z jego prac.
- Patron Liceum Plastycznego im. Piotra Potworowskiego w Poznaniu.